# Brachlewo
Brachlewo (niem. Rachelshof) – wieś w Polsce położona w województwie pomorskim, w powiecie kwidzyńskim, w gminie Kwidzyn przy drodze krajowej nr 55 z drogą wojewódzką nr 524.
W latach 1975–1998 miejscowość administracyjnie należała do województwa elbląskiego. We wsi znajduje się przystanek kolejowy, otwarty 1 grudnia 1916.